# Степанцевский сельсовет
Степанцевский сельсовет — упразднённая административно-территориальная единица, существовавшая на территории Московской губернии и Московской области до 1975 года.
Высоковский сельсовет был образован в первые годы советской власти. По данным 1919 года он входил в состав Круговского уезда Клинского уезда Московской губернии.
В 1923 году Высоковский с/с был упразднён.
В 1925 году Высоковский с/с был восстановлен путём преобразования Глухинского с/с.
В 1926 году сельсовет включал погост Боголепова Пустынь, деревни Овсянниково и Свистуново, 2 хутора.
В 1927 году Высоковский с/с был переименован в Степанцевский с/с.
В 1929 году Степанцевский с/с был отнесён к Клинскому району Московского округа Московской области. При этом он был переименован в Высоковский.
17 июля 1939 года Высоковский с/с был переименован в Степанцевский.
20 августа 1939 года Степанцевский с/с был передан в новый Высоковский район.
7 декабря 1957 года Высоковский район был упразднён и Степанцевский с/с был возвращён в Клинский район.
1 февраля 1963 года Клинский район был упразднён и Степанцевский с/с был передан в Солнечногорский сельский район. 11 января 1965 года Степанцевский с/с был возвращён в восстановленный Клинский район.
10 марта 1975 года Степанцевский с/с был упразднён, а его территория передана в Воздвиженский с/с.